# Хафтен, Вернер фон
Вернер фон Хафтен (встречается также вариант Хефтен; нем. Werner von Haeften; 9 октября 1908, Берлин — 21 июля 1944, там же) — германский юрист и офицер. Активный участник антигитлеровского сопротивления. Казнен в 1944 году за участие в заговоре 20 июля.

## Биография
Выходец из дворянской семьи, племянник (по материнской линии) фельдмаршала Вальтера фон Браухича. Отец, Ганс фон Хафтен, был президентом Имперского архива. Брат Ганс Бернд фон Хафтен служил в министерстве иностранных дел, как и Вернер участвовал в заговоре против Гитлера и был казнён 15 августа в тюрьме Плётцензее. Братья с юности были знакомы с будущим полковником и участником антигитлеровского сопротивления Альбрехтом Мерцем фон Квирнхаймом.
Получил юридическое образование в Берлинском университете, работал синдиком (юрисконсультом) в Гамбургском банке. Братьев Хафтенов связывала духовная близость с одним из видных деятелей антинацистского движения пастором Мартином Нимёллером.
В начале Второй мировой войны, будучи обер-лейтенантом резерва, направлен командиром пехотного взвода на Восточный фронт. Зимой 1942 года был тяжело ранен. С ноября 1943 года служил офицером-порученцем при начальнике штаба Общевойскового управления Верховного командования сухопутных войск Клаусе фон Штауффенберге. Сохранил эту должность и после перевода Штауффенберга 1 июля 1944 года на пост начальника штаба резервной армии.
Присоединился к заговору против Гитлера. 20 июля 1944 года сопровождал Штауффенберга во время его поездки в Ставку фюрера. После покушения вместе со Штауффенбергом вылетел в Берлин, находился вместе с ним в течение всего дня, вплоть до подавления заговора. Был арестован поздно вечером 20 июля лояльными Гитлеру офицерами.
По приказу командующего армией резерва генерала Фридриха Фромма расстрелян вместе со Штауффенбергом, Фридрихом Ольбрихтом и Альбрехтом Мерцем фон Квирнхаймом. Когда Штауффенберга вывели для расстрела, Хафтен вышел вперёд и встал на линии огня, прикрыв телом своего командира. Тела казнённых были захоронены на кладбище церкви Святого Маттиаса в Берлине. Однако Гитлер приказал вскрыть могилы, кремировать трупы, а останки развеять по ветру.

## В популярной культуре
- В 3-й серии советской киноэпопеи «Освобождение» 1970 года роль Вернера фон Хафтена сыграл Ханс-Эдгар Штехер.
- В германском фильме «Штауффенберг» 2004 года — Харди Крюгер (младший).
- В американском фильме «Операция „Валькирия“» 2008 года — Джейми Паркер.